# Tupolev Tu-300
 (mai 2022).
La mise en forme du texte ne suit pas les recommandations de Wikipédia : il faut le « wikifier ».
Les points d'amélioration suivants sont les cas les plus fréquents. Le détail des points à revoir est peut-être précisé sur la page de discussion.
- Les titres sont pré-formatés par le logiciel. Ils ne sont ni en capitales, ni en gras.
- Le texte ne doit pas être écrit en capitales (les noms de famille non plus), ni en gras, ni en italique, ni en « petit »…
- Le gras n'est utilisé que pour surligner le titre de l'article dans l'introduction, une seule fois.
- L'italique est rarement utilisé : mots en langue étrangère, titres d'œuvres, noms de bateaux, etc.
- Les citations ne sont pas en italique mais en corps de texte normal. Elles sont entourées par des guillemets français : « et ».
- Les listes à puces sont à éviter, des paragraphes rédigés étant largement préférés. Les tableaux sont à réserver à la présentation de données structurées (résultats, etc.).
- Les appels de note de bas de page (petits chiffres en exposant, introduits par l'outil «  Source ») sont à placer entre la fin de phrase et le point final[comme ça].
- Les liens internes (vers d'autres articles de Wikipédia) sont à choisir avec parcimonie. Créez des liens vers des articles approfondissant le sujet. Les termes génériques sans rapport avec le sujet sont à éviter, ainsi que les répétitions de liens vers un même terme.
- Les liens externes sont à placer uniquement dans une section « Liens externes », à la fin de l'article. Ces liens sont à choisir avec parcimonie suivant les règles définies. Si un lien sert de source à l'article, son insertion dans le texte est à faire par les notes de bas de page.
- La présentation des références doit suivre les conventions bibliographiques. Il est recommandé d'utiliser les modèles {{Ouvrage}}, {{Chapitre}}, {{Article}}, {{Lien web}} et/ou {{Bibliographie}}. Le mode d'édition visuel peut mettre en forme automatiquement les références.
- Insérer une infobox (cadre d'informations à droite) n'est pas obligatoire pour parachever la mise en page.

Pour une aide détaillée, merci de consulter Aide:Wikification.
Si vous pensez que ces points ont été résolus, vous pouvez retirer ce bandeau et améliorer la mise en forme d'un autre article.
Le Tu-300 Korshun-U est un drone de reconnaissance stratégique soviétique et russe développé par le bureau de conception Tupolev. Conçu pour la reconnaissance aérienne et la destruction des cibles au sol. Le premier vol a été effectué en 1991. Il existe également des modifications pour la conduite du renseignement électronique (« Filin-1 ») et le relais des signaux radio (« Filin-2 »).

## Histoire
Le développement d'un drone de frappe stratégique avec la désignation de code « Korshun » a commencé en Union soviétique en 1982. Initialement, les travaux sur ce projet ont été confiés au bureau d'études Soukhoï, mais un an plus tard, le développement a été transféré au bureau d'études MMZ "Experience" nommé d'après Tupolev, du fait de sa plus d'expérience dans la création de drones, ayant créé avec succès des avions de reconnaissance sans pilote Tupolev Tu-141 et Tupolev Tu-143. Le le drone reçoit la désignation Tu-300 « Korshun-U ». 
L'équipement au sol du Tu-300 a été unifié avec les drones de reconnaissance Tu-141 et Tu-241. Au début des années 1990, le bureau d'études a créé une maquette volante, qui a décollé en 1991, les essais en vol ont commencé. L'avion développé a fait l'objet d'une démonstration active au Salon international aérospatial de Moscou.
Des difficultés financières au milieu des années 1990 ont forcé le bureau d'études à geler le développement du Tu-300.

## État actuel
En 2007, l'agence de presse Interfax a rapporté que le bureau d'études Tupolev reprenait les travaux sur le projet Tu-300, gelé au milieu des années 1990 en raison d'un manque de financement. Le but du drone (un avion de reconnaissance capable de détruire les cibles détectées), le schéma de la cellule, les principales solutions de conception, ainsi que l'équipement au sol sont censés rester inchangés lors de la première étape. Dans le même temps, on suppose que le drone mis à jour recevra de nouveaux moteurs aux caractéristiques considérablement améliorées, ainsi que des équipements radio et une avionique modernes.
Il a également été signalé que la société Tupolev développe un projet de véhicule aérien sans pilote à moyenne portée (BAK SD) basé sur le Tu-300.

## Description
Tu-300 est un avion monomoteur sans pilote avec une conception aérodynamique canard. La force de portance est fournie par une aile delta de faible allongement. Dans la partie avant du fuselage, se trouvent des équipements de reconnaissance et auxiliaires, des équipements de communication et un complexe informatique.
La charge cible (équipements électroniques ou missiles et armes à bombes) est placée dans le compartiment du fuselage et sur des points durs externes. Avec une masse au décollage de 4 tonnes, l'appareil peut embarquer jusqu'à une tonne de charge.
Lors d'expositions, l'appareil a été présenté avec un conteneur suspendu de petites cargaisons de KMGU. Cela suggère que l'un des atouts de frappe du drone en cours de développement sera la fragmentation explosive de petite taille et les bombes à fragmentation cumulative. Le support amovible BD3-U permet de placer une large gamme de munitions d'aviation guidées et non guidées sur l'avion.
Le châssis du drone n'est pas fourni. Le lancement est réalisé à partir d'un conteneur de transport et de lancement à partir d'un châssis automobile, à l'aide de 2 boosters à combustible solide. L'atterrissage s'effectue à l'aide d'un système de parachute situé dans le compartiment arrière.

## Opérateurs
- Russie Russie  - un certain nombre dans les forces terrestres, à partir de 2017[4].